# Toxicodryas
Toxicodryas is een geslacht van slangen uit de familie toornslangachtigen (Colubridae) en de onderfamilie Colubrinae. 

## Naam en indeling
De wetenschappelijke naam van de groep werd voor het eerst voorgesteld door Edward Hallowell in 1857. Er zijn twee soorten, een aantal soorten werd eerder tot andere geslachten gerekend, zoals Boiga en de niet langer erkende geslachten Dipsadomorphus en Triglyphodon.

## Verspreiding en habitat
De soorten komen voor in delen van Afrika en leven in de landen Kenia, Oeganda, Soedan, Angola, Gabon, Kameroen, Equatoriaal-Guinea, Centraal-Afrikaanse Republiek, Nigeria, Senegal, Guinee-Bissau, Gambia, Benin, Togo, Ghana, Ivoorkust, Liberia, Sierra Leone, Guinee, Congo-Kinshasa, Congo-Brazzaville en Zambia.

### Soorten
Het geslacht omvat de volgende soorten, met de auteur en het verspreidingsgebied.
| Naam                     | Auteur | Verspreidingsgebied |
| ------------------------ | --- | --- |
| Toxicodryas blandingii   | Hallowell, 1844 | Kenia, Oeganda, Soedan, Angola, Gabon, Kameroen, Equatoriaal-Guinea, Centraal-Afrikaanse Republiek, Nigeria, Senegal, Guinee-Bissau, Gambia, Benin, Togo, Ghana, Ivoorkust, Liberia, Sierra Leone, Guinee, Congo-Kinshasa, Congo-Brazzaville, Zambia |
| Toxicodryas pulverulenta | Fischer, 1856 | Liberia, Sierra Leone, Guinee, Ivoorkust, Ghana, Togo, Benin, Nigeria, Gabon, Kameroen, Centraal-Afrikaanse Republiek, Congo-Kinshasa, Congo-Brazzaville, Oeganda, Angola, Soedan                                                                    |
| Toxicodryas adamanteus   | Greenbaum, Allen, Vaughan, Pauwels, Wallach, Kusamba, Muninga, Aris-Tote, Mali, Badjedjea, Penner, Rödel, Rivera, Sterkhova, Johnson, Tapondjou & Brown, 2021 | Congo-Kinshasa, Equatoriaal-Guinea |
| Toxicodryas vexator      | Greenbaum, Allen, Vaughan, Pauwels, Wallach, Kusamba, Muninga, Aris-Tote, Mali, Badjedjea, Penner, Rödel, Rivera, Sterkhova, Johnson, Tapondjou & Brown, 2021 | Congo-Kinshasa |